# Lily on the Beach
Lily On The Beach es el decimonoveno álbum de estudio del grupo alemán de música electrónica Tangerine Dream. Publicado en 1989 por Private Music destaca por ser el primer álbum en contar con la participación de Jerome Froese posteriormente uno de los miembros de largo recorrido en la formación. Aunque no tuvo un gran éxito comercial contiene algunas de las canciones más accesibles y reconocibles del catálogo de la banda.
En la crítica de AllMusic se califica como un álbum que "vuelve a un registro de sonidos no sintetizados con la inclusión de percusión y guitarras, mostrando el sonido de los años 90".

## Producción
Grabado los meses de julio y agosto de 1989 en estudios de Berlín y Viena Lily On The Beach es un álbum compuesto por Edgar Froese y Paul Haslinger. Se trata del tercer álbum que el grupo publicara con Private Music tras su anterior álbum de estudio Optical Race (1988) y la banda sonora de la película Miracle Mile (1989).

"Nunca volveríamos a producir un disco como Rubycon. A veces nos encanta interpretarlo en un concierto, como recuerdo, pero nunca compondríamos una nueva pieza de esa manera. ¿Por qué deberíamos hacer eso?. Personalmente no miro mucho hacia atrás. No escucho la vieja música. A mucha gente le gusta hacer eso y tal vez sea parte de la edad en que se encuentran. Las personas envejecen y recuerdan historias sobre su infancia, les gusta regresar y recordar todos los lugares a los que fueron. No me interesa. Eso es aburrido para mi."
Edgar Froese (1991) 

Jerome Froese, hijo de Edgar Froese y que contaba con 19 años durante la grabación, participó interpretando la guitarra eléctrica en la grabación de «Radio City» y marcaría la tendencia en el sonido de la música de la banda durante los próximos años. También contaría con la incorporación del saxofón, instrumento escasamente utilizado en sus grabaciones previas, interpretado por Hubert Waldner en el tema «Long Island Sunset». La crítica consideró que el estilo musical del grupo era más convencional con melodías más accesibles y programaciones que se fusionaban con texturas propias del rock característico de Estados Unidos.

"Supongo que tengo una gran influencia de Estados Unidos, comenzando con el descubrimiento del jazz, pasando por Gershwin, a veces incluso la música de orquesta ligera, pero también incluyendo artistas como John Cage, Steve Reich o las primeras obras de Philip Glass. Ahora puedes encontrar de todo, desde heavy metal hasta la música Top 40. Si estás en un automóvil, ¿qué escuchas?. Todo el entorno de sonido ambiental en los Estados Unidos es lo que te da una visión de lo que sucede mentalmente en el país. Vamos allí con bastante frecuencia y vivimos allí durante un tiempo, así que, naturalmente, hemos recogido algunas cosas y nuestra música lo refleja"
Edgar Froese (1991) 

Lily on the Beach se ha reeditado en numerosas ocasiones en diferentes formatos. En 2002 el grupo realizó una regrabación y remezcla completa, denominada The Melrose Years, que incluía los tres álbumes de estudio grabados durante esta etapa: Optical Race, Lily On The Beach y Melrose.

"Tan pronto como dejemos de cambiar las cosas, ya sea drástica o lentamente, habremos llegado a un callejón sin salida. No importa si vendemos un millón de discos o 100.000. Tienes que mejorar todo el tiempo. Tienes que asumir ese desafío. Ya estamos haciendo planes para el próximo septiembre u octubre y, en este momento, estamos trabajando en un par de cosas que serán quizás uno de los mayores cambios que hayamos hecho en nuestro enfoque de la música, los sonidos y la presentación. Y eso es divertido."
Edgar Froese (1991) 

## Lista de temas
| N.º   | Título                      | Escritor(es)                | Duración |  |
| 1.    | «Too Hot For My Chinchilla» | Paul Haslinger Edgar Froese | 3:51     |  |
| 2.    | «Lily On The Beach»         | Paul Haslinger Edgar Froese | 4:16     |  |
| 3.    | «Alaskan Summer»            | Paul Haslinger Edgar Froese | 3:33     |  |
| 4.    | «Desert Drive»              | Paul Haslinger Edgar Froese | 3:47     |  |
| 5.    | «Mount Shasta»              | Paul Haslinger Edgar Froese | 4:26     |  |
| 6.    | «Crystal Curfew»            | Paul Haslinger Edgar Froese | 4:57     |  |
| 7.    | «Paradise Cove»             | Paul Haslinger Edgar Froese | 3:45     |  |
| 8.    | «Twenty-Nine Palms»         | Paul Haslinger Edgar Froese | 3:19     |  |
| 9.    | «Valley Of The Kings»       | Paul Haslinger Edgar Froese | 5:05     |  |
| 10.   | «Radio City»                | Paul Haslinger Edgar Froese | 4:04     |  |
| 11.   | «Blue Mango Café»           | Paul Haslinger Edgar Froese | 4:12     |  |
| 12.   | «Gecko»                     | Paul Haslinger Edgar Froese | 3:33     |  |
| 13.   | «Long Island Sunset»        | Paul Haslinger Edgar Froese | 7:11     |  |
| 55:59 |                             |                             |          |  |

## Intérpretes
- Edgar Froese - teclados, guitarras y batería, ingeniería de sonido, mezcla y producción
- Paul Haslinger - teclados, guitarras, stick y batería, ingeniería de sonido, mezcla y producción
- Jerome Froese - guitarra solista en «Radio City»
- Hubert Waldner - saxo soprano y flauta en «Long Island Sunset»
- Heidi Baumgarten - dirección artística y fotografía
- Norman Moore - diseño
- Ian Logan - fotografía